# Voldafjord
Der Voldafjord (auch: Voldsfjord, norweg.: Voldsfjorden) ist ein Meeresarm in der Provinz Møre og Romsdal in Norwegen. Er ist ein Arm des Røvdefjords in der Region Sunnmøre. Der eigentliche Fjord ist etwa 18 km lang, bis zum Ende des Austefjords sind es jedoch insgesamt 29 km. Die Einfahrt zum Fjord liegen zwischen Risneset im Westen und Bjerkneset im Osten. Am westlichen Ufer liegt Lauvstad. Von dort ist Volda  auf der anderen Seite mit einer Fähre zu erreichen, die von dort aus Folkestad am Südufer anläuft und damit den südlich von Lauvstad abzweigenden Dalsfjord umgeht. Südlich von Volda teilt sich der Fjord in zwei Arme, den kurzen Kilsfjord in südwestlicher und den Austefjord, der weiter in östlicher Richtung verläuft. An dessen Ende liegt Fyrde, der letzte Ort am Fjord landeinwärts.
Mit einer maximalen Tiefe von 697 Metern, bei Voldshammaren, ist der Voldafjord der tiefste Fjord in Sunnmøre.
Am Ostufer des Voldafjordes verläuft die E 39 von Straumshamn nach Folkestad und über die Fähre nach Volda. Eine andere Route von Straumshamn nach Volda ist der Riksveg 651, die über Fyrde am Ende des Fjords Volda erreicht. Die Fähre von Volda nach Lauvstad ist Teil des Riksveg 652, der danach dem Westufer des Fjords bis zu dessen Mündung folgt und von dort nach Vanylven führt.